# أبريل المسحور

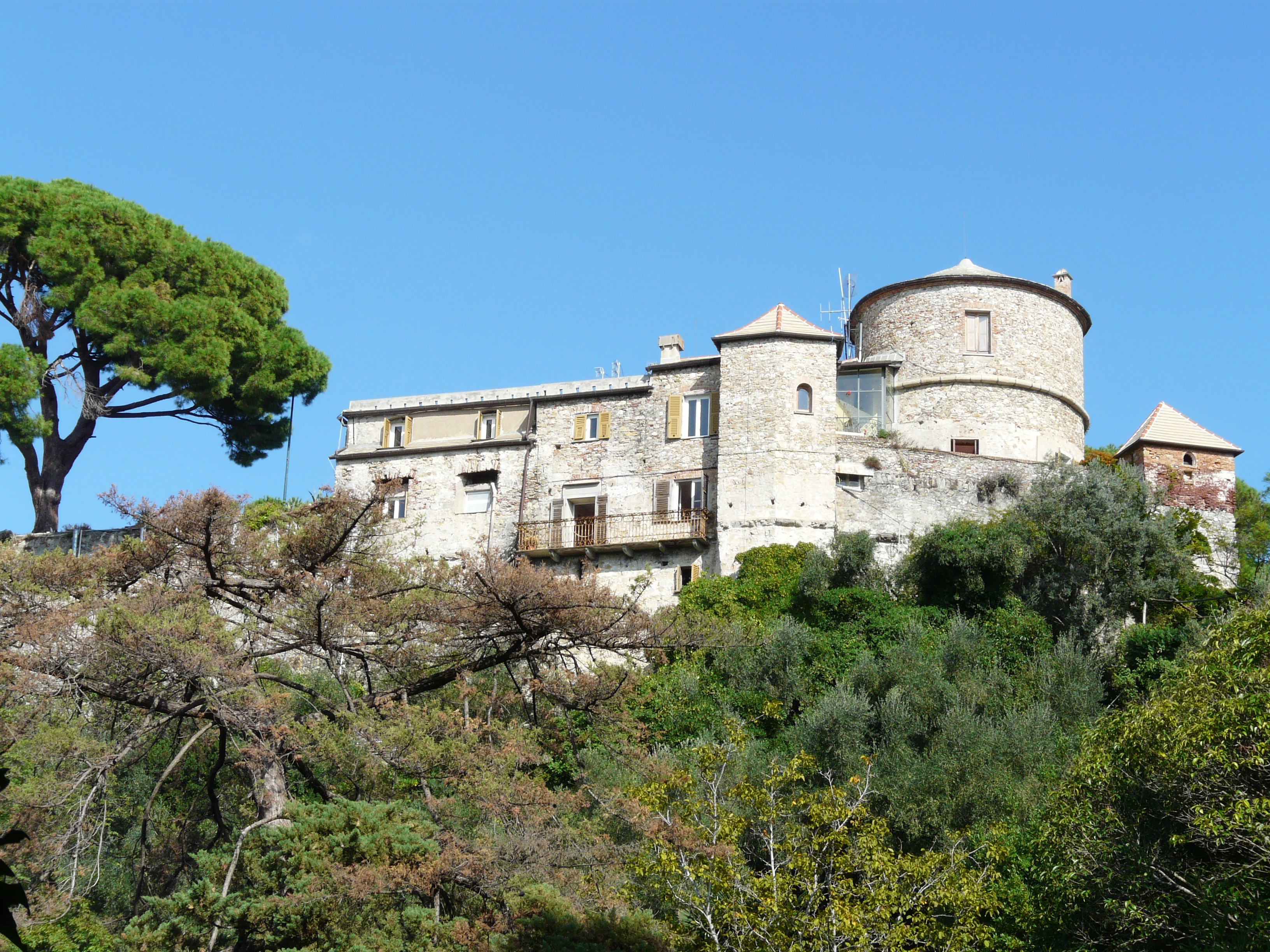
كاستيلو براون من القرن الخامس عشر في بورتوفينو ، حيث كتب فون أرنيم الرواية

إبريل المسحور هي رواية عام1922للكاتب البريطاني إليزابيث فون أرنيم.كان العمل مستوحى من عطلة لمدة شهر في الريفيرا الإيطالية، وربما كانت الأكثر قراءة (كأفضل مبيع إنجليزي وأمريكي في عام 1923  ) وربما أخف رواياتها وأكثرها حماسة.
كتب فون أرنيم الكتاب وأقامه في القرن الخامس عشر كاستيلو براون.عزا الناقد تيرينس دي فير وايت مسحور أبريل إلى جعل منتجع بورتوفينو الإيطالي رائجًا.

## قطعة
تتابع الرواية أربع نساء مختلفات في إنجلترا في عشرينيات القرن الماضي يغادرن بيئاتهن الرمادية الممطرة للذهاب لقضاء عطلة في إيطاليا.تعرفت السيدة أربوثنوت والسيدة ويلكنز، اللتان تنتميان إلى نفس نادي السيدات ولكنهما لم تتحدثا مطلقًا، بعد قراءة إعلان في إحدى الصحف عن قلعة صغيرة من العصور الوسطى على البحر المتوسط سيتم تأجيرها لشهر أبريل.يجدون بعض الأرضية المشتركة في أن كلاهما يكافح لتحقيق أفضل ما في الزيجات غير السعيدة. كما أنهم يتعاملون على مضض مع الدبابير والسيدة فيشر المسنة والسيدة كارولين ديستر المذهلة ولكن المنعزلة لتحمل النفقات. لوتي ويلكينز الصادقة والمفتوحة للغاية، التي غالبًا ما تكون مشوشة ومربكة في خطابها، قد تزوجت بضع سنوات فقط، لكنها وزوجها يفركان بعضهما البعض بطريقة خاطئة ؛ مع تقدم الرواية، يلعب حدسها في مشاعر واحتياجات أصدقائها الجدد دورًا رئيسيًا.روز أربوثنوت هي سيدة متدينة للغاية تقوم بأعمال خيرية واسعة النطاق، ولكنها متزوجة من مؤلفة روايات شعبية مفعم بالحيوية تتجاهلها، ويرجع ذلك جزئيًا إلى رفضها المستمر لعمله. الليدي كارولين ديستر هي سيدة اجتماعية جميلة سئمت من عبء المجتمع اللندني وبدأت تعتبر حياتها ضحلة وفارغة، بعد وفاة رجل كانت تحبه في الحرب العالمية الأولى السيدة. فيشر هي سيدة غبية ومتعجرفة ولائقة للغاية عرفت العديد من النجوم الفيكتوريين وتعتبر نفسها مضيفة وتتحكم في العطلة ؛ تفضل أن تعيش في ذكرياتها عن الأوقات الماضية بدلاً من احتضان الحاضر وهي منغلقة عاطفياً.تعاني النساء الأربع من توترات شخصية لكن في النهاية اجتمعن في القلعة ليجدن التجدد في الجمال الهادئ لمحيطهن، ويعيدن اكتشاف الأمل والحب.

## الشخصيات
- لوتي ويلكنز - ربة منزل شابة في العشرينات من عمرها متورطة في زواج بائس مع زوجها المحامي البخيل
- روز أربوثنوت - ربة منزل متدينة للغاية يكتب زوجها كتباً لا توافق عليها
- ليدي كارولين «سكراب» ديستر - 28 عامًا من المجتمع الاجتماعي تتمتع بجمال كبير لدرجة أنها تسحر كل من تلتقي
- السيدة. فيشر - امرأة مسنة لا تزال تتمسك بسنوات شبابها في العصر الفيكتوري
- ميلرس ويلكينز - زوج لوتي الذي يسعى إلى تحقيق طموح بيني بينشر
- توماس بريجز - المالك الشاب للقلعة الذي يفتن روز
- فريدريك أربوثنوت - زوج روز، مؤلف مذكرات عشيقات الملوك

## الاقتباسات
تم تكييف مسحوره أبريل بانتظام على المسرح والشاشة:
- كمسرحية في برودواي عام 1925
- فيلم روائي أمريكي عام 1935
- فيلم روائي طويل رشح لجائزة الأوسكار في عام 1991 (بطولة جوزي لورانس وميراندا ريتشاردسون وبولي ووكر وجيم برودبنت وجوان بلورايت )

- مسرحية برودواي المرشحة لجائزة توني في عام 2003
- مسرحية موسيقية في عام 2010 من تأليف تشارلز لايبارت وريتشارد بونجر إيفانز والتي عُرضت لأول مرة في بليسانتون، كاليفورنيا، أبريل 2016
- في عام 2015 مسلسل على راديو بي بي سي 4

## روابط خارجية
- كتاب مجاني: {{{اسم}}} على مشروع غوتنبرغ
- The Enchanted April public domain audiobook at LibriVox